# 弗朗西斯科·埃尔南迪·利马·达席尔瓦
弗朗西斯科·埃尔南迪·利马·达席尔瓦（ Francisco Ernandi Lima da Silva，1959年7月2日—），俗称米兰迪尼亚，是一名巴西前职业足球运动员，司职前锋。

## 俱乐部生涯
1981年，他加盟巴西足球甲級聯賽的博塔弗戈俱樂部。 
米兰迪尼亚于1987年以 575,000 英镑的身价加盟纽卡斯尔联足球俱乐部，他也由此成为第一位在英格兰踢球的巴西人。  1987年9月，他在纽卡斯尔联足球俱乐部客场 1-1 战平诺维奇城足球俱乐部的比赛中首次亮相。 他于1989年轉會至前东家彭美拉斯體育會。 